# Marcelino Galo
Marcelino Antônio Martins Galo (Salvador, 4 de março de 1956) é um engenheiro agrônomo e político brasileiro filiado ao Partido dos Trabalhadores (PT).

## Biografia

### Primeiros anos e formação acadêmica
Nascido na capital da Bahia, Salvador, Marcelino formou-se em Engenheira Agrônoma pela Universidade Federal da Bahia (UFBA) no campus de Cruz das Almas. Iniciou sua militância política no ambiente universitário por meio da União Nacional dos Estudantes (UNE), no ano de 1979, enquanto a entidade ainda atuava na clandestinidade devido a oposição da Ditadura militar brasileira.
Realizou especialização na área planejamento agrícola e desenvolvimento rural pela Programa das Nações Unidas para o Desenvolvimento (PNUD) em 1988.

### Vida política
Filiou-se ao Partido dos Trabalhadores (PT) em 1980, data que marca a fundação do partido no estado da Bahia. Foi supervisor do Instituto Nacional de Colonização e Reforma Agrária (INCRA), durante o primeiro mandato do governo Lula. No ano de 2005, foi eleito presidente estadual do partido na Bahia. Em 2007, foi reeleito ao cargo ao vencer Jonas Paulo com 8.464 votos contra 6.916 de Jonas. Durante a gestão do governador Jaques Wagner (PT), em 2008, Galo tornou-se diretor da Superintendência da Pesca e Aquicultura na Bahia.
Candidatou-se a um cargo eletivo pela primeira vez no ano de 2010, concorrendo para deputado estadual da Bahia, e foi eleito após receber 59.456 votos. Em 2014, foi reeleito para o cargo com 39.360 votos. No ano de 2018, foi reconduzido ao cargo após receber 52.027 votos. Como parlamentar na Assembleia Legislativa da Bahia (ALBA), foi presidente da Comissão de Agricultura e Política Rural na Assembleia de 2013 a 2015, presidente da Comissão de Direitos Humanos e Segurança Pública entre os anos de 2015 e 2018. Na gestão de Jaques Wagner, foi vice-líder da maioria na ALBA entre os anos de 2011 e 2013 e vice-líder do PT em 2013. No governo de Rui Costa (PT), em 2019, tornou-se líder do PT na assembleia.
Em 2022, concorreu em busca de um quarto mandato na ALBA, porém não obteve êxito após receber 45.063 votos. Ao não obter êxito eleitoral, foi nomeado pelo governador Jerônimo Rodrigues (PT) para o cargo de Superintendente de Assuntos Parlamentares (SAP) do governo baiano.
Em março de 2024, assumiu o mandato de deputado estadual, após o deputado Osni Cardoso (PT) assumir a Secretaria Estadual de Desenvolvimento Rural da Bahia.

### Desempenho eleitoral
| Ano  | Cargo                      | Partido | Votos  | Resultado | Ref.   |
| ---- | -------------------------- | ------- | ------ | --------- | ------ |
| 2010 | Deputado estadual da Bahia | PT      | 59.456 | Eleito    | [ 19 ] |
| 2014 | Deputado estadual da Bahia | PT      | 39.360 | Eleito    | [ 20 ] |
| 2018 | Deputado estadual da Bahia | PT      | 52.027 | Eleito    | [ 21 ] |
| 2022 | Deputado estadual da Bahia | PT      | 45.063 | Suplente  | [ 15 ] |

## Vida pessoal
É casado com a matemática, Sílvia Menezes Galo e possui duas filhas.